# Héritage mendélien chez l'humain
Le projet Héritage mendélien chez l'humain (en anglais : Mendelian Inheritance in Man) est une base de données originellement compilée par Victor A. McKusick et qui dresse un catalogue de toutes les maladies connues qui relèvent de l'un ou l'autre composant génétique et — si possible — les relie aux gènes adéquats au sein du génome humain. Cette base de données est disponible sous forme d'un livre appelé Mendelian Inheritance in Man (MIM), qui en est à sa 13e édition.
La version en ligne est appelée Online Mendelian Inheritance in Man, OMIM, et peut être consultée à partir de la base de données Entrez de la National Library of Medicine.
OMIM et Online Mendelian Inheritance in Man sont des marques déposées de l'université Johns-Hopkins.

## Processus de récolte des données
L’information contenue dans cette base de données est collectée et mise en forme par une équipe d'auteurs et éditeurs scientifiques sous l’autorité de Victor A. McKusick de l'Université Johns-Hopkins. Les données pertinentes sont identifiées, analysées et implantées dans la base de données.

## Code MIM
Chaque maladie et chaque gène se voit attribuer un nombre à six chiffres duquel le premier chiffre indique le mode de transmission. Ce code utilisé dans la description des maladies génétiques de Wikipédia permet d'identifier de façon unique ces maladies dans la multitude des synonymes..
| Premier chiffre | Série de codes MIM | Mode de transmission                                         |
| 1               | 100000-199999      | Locus ou phénotypes autosomiques (créé avant le 15 mai 1994) |
| 2               | 200000-299999      | Locus ou phénotypes autosomiques (créé avant le 15 mai 1994) |
| 3               | 300000-399999      | Locus ou phénotypes liés à l'X                               |
| 4               | 400000-499999      | Locus ou phénotypes liés à l'Y                               |
| 5               | 500000-599999      | Locus ou phénotypes mitochondriaux                           |
| 6               | 600000-            | Locus ou phénotypes autosomiques (créé après le 15 mai 1994) |

## Symboles précédents le code
Astérisque (*)

Ce symbole indique un gène de séquence connue.

Dièse (#)

Ce symbole indique une description, en général d’un phénotype, ne représentant pas un locus unique. Les informations sur le(s) gène(s) sont traitées dans une autre entrée (précédée par un astérisque).

Plus (+)

Ce signe indique une description d’un gène de séquence et de phénotypes connus.

Pourcentage (%)

Ce symbole indique que la maladie est reconnue comme maladie à transmission génétique mais dont la base moléculaire (gène) n'est pas encore connue.

Accent circonflexe (^)

Ce symbole indique une entrée qui n’existe plus (ayant été supprimée ou déplacée).